# Sapekhburto K'lubi Borjomi
Il Sapekhburto K'lubi Borjomi (in georgiano საფეხბურთო კლუბი ბორჯომი?), meglio nota come Borjomi è una società calcistica georgiana con sede nella città di Borjomi. Milita nella Meore Liga, la terza divisione del campionato georgiano di calcio. Nella sua storia ha disputato per quattro stagioni consecutive la Umaglesi Liga, massima serie del campionato georgiano di calcio.

## Storia
Il club venne fondato nel 1936 come Tori Borjomi e nel 2004 ha cambiato denominazione in Borjomi. Nella stagione 2004-2005 concluse il campionato di Pirveli Liga, seconda serie georgiana, al secondo posto, venendo così promosso per la prima volta in Umaglesi Liga. La prima stagione in massima serie si rivelò essere la migliore delle quattro che disputò consecutivamente, infatti al termine della Umaglesi Liga 2005-2006 si classificò al quinto posto. Nella stagione 2007-2008 raggiunse le semifinali della coppa nazionale, venendo eliminato dall'Ameri Tbilisi. Nella stagione 2008-2009 concluse il campionato all'undicesimo ed ultimo posto, venendo così retrocesso in Pirveli Liga. Negli anni successivi disputò prima i campionati regionali per poi tornare prima in Meore Liga e poi in Pirveli Liga. Al termine della stagione di transizione 2016 perse il posto in Pirveli Liga dopo essere stato sconfitto negli spareggi salvezza, retrocedendo così in Meore Liga.

## Palmarès

### Competizioni nazionali
- Meore Liga: 1

2013-2014

### Altri piazzamenti
- Coppa di Georgia:

Semifinalista: 2007-2008
- Erovnuli Liga 2:

Secondo posto: 2004-2005, 2015-2015